# Gran Premi de Sud-àfrica
|  | Aquest article tracta sobre Fórmula 1. Si cerqueu informació sobre motociclisme, vegeu «Gran Premi de Sud-àfrica de motociclisme». |

El Gran Premi de Sud-àfrica era una cursa automobilística puntuable pel campionat del món de Fórmula 1 que es va disputar a Sud-àfrica en 23 ocasions.

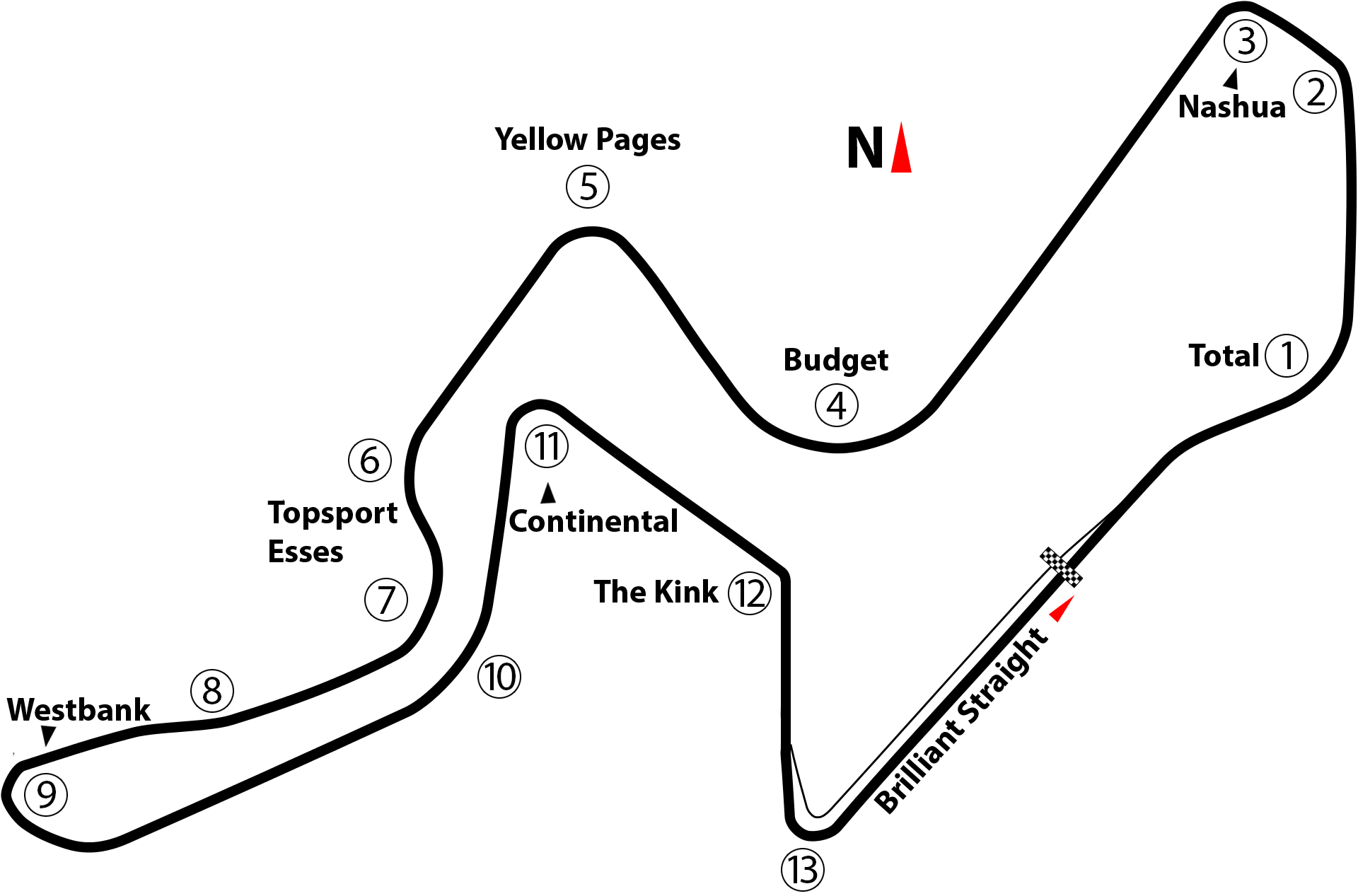
Circuit de Kyalami

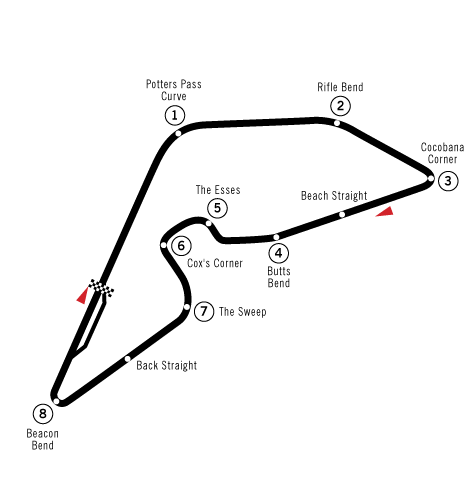
Circuit Prince George

## Història
En aquest traçat construït l'any 1930 i d'una llargada de 3,920 km, s'hi van realitzar diverses modificacions l'any 1959, fet que va permetre arribar a disputar-hi 3 curses del campionat del món de Fórmula 1, les corresponents al Gran Premi de Sud-àfrica de les temporades 1962, 1963 i 1965.
Després de disputades aquestes curses es va jutjar el circuit com a massa curt per les curses de F1 i es va traslladar la disputa del GP de Sud-àfrica de la temporada següent (1967) al circuit de Kyalami.

## A la F1
| Any  | Pilot             | Equip              | Circuit       | Resultats |
| ---- | ----------------- | ------------------ | ------------- | --------- |
| 1993 | Alain Prost       | Williams - Renault | Kyalami       | Resultats |
| 1992 | Nigel Mansell     | Williams - Renault | Kyalami       | Resultats |
| 1985 | Nigel Mansell     | Williams - Honda   | Kyalami       | Resultats |
| 1984 | Niki Lauda        | McLaren - TAG      | Kyalami       | Resultats |
| 1983 | Riccardo Patrese  | Brabham - BMW      | Kyalami       | Resultats |
| 1982 | Alain Prost       | Renault            | Kyalami       | Resultats |
| 1980 | René Arnoux       | Renault            | Kyalami       | Resultats |
| 1979 | Gilles Villeneuve | Ferrari            | Kyalami       | Resultats |
| 1978 | Ronnie Peterson   | Lotus - Ford       | Kyalami       | Resultats |
| 1977 | Niki Lauda        | Ferrari            | Kyalami       | Resultats |
| 1976 | Niki Lauda        | Ferrari            | Kyalami       | Resultats |
| 1975 | Jody Scheckter    | Tyrrell - Ford     | Kyalami       | Resultats |
| 1974 | Carlos Reutemann  | Brabham - Ford     | Kyalami       | Resultats |
| 1973 | Jackie Stewart    | Tyrrell - Ford     | Kyalami       | Resultats |
| 1972 | Denny Hulme       | McLaren - Ford     | Kyalami       | Resultats |
| 1971 | Mario Andretti    | Ferrari            | Kyalami       | Resultats |
| 1970 | Jack Brabham      | Brabham - Ford     | Kyalami       | Resultats |
| 1969 | Jackie Stewart    | Matra - Ford       | Kyalami       | Resultats |
| 1968 | Jim Clark         | Lotus - Ford       | Kyalami       | Resultats |
| 1967 | Pedro Rodríguez   | Cooper - Maserati  | Kyalami       | Resultats |
| 1965 | Jim Clark         | Lotus - Climax     | East London   | Resultats |
| 1963 | Jim Clark         | Lotus - Climax     | Prince George | Resultats |
| 1962 | Graham Hill       | BRM                | Prince George | Resultats |